# 발츠후트역
발츠후트역(독일어: Bahnhof Waldshut)은 독일 바덴뷔르템베르크주 발츠후트-팅엔시에 있는 철도역이다.

## 역사
역은 1856년 10월 30일에 개업했다.

## 개요
역은 북부와 대부분 독일 라인강 강변을 따라 바젤과 징겐을 연결하는 하이라인 철도에 있다. 이곳은 투르기-코블렌츠-발츠후트선의 교차점이며, 발츠후트를 타고 스위스에서 라인강을 건너 역 바로 남쪽에 있는 발츠후트-코블렌츠 라인강 철교까지 연결된다.
상부 라인강 철도는 아직 전철화되지 않았으며 대부분의 서비스가 디젤기관차 또는 철도 차량에 의해 운영되지만, 전기화에 동의하고 계획하고 있다. 스위스의 노선은 가공선 15kV 및 16.7Hz의 스위스 표준을 사용하여 전철화된다. 역에 있는 한 터미널 플랫폼의 선로만 전기화되어 있으며 이것은 스위스의 모든 열차가 사용한다.

## 세관
스위스를 오가는 열차를 운행하는 5번 승강장을 이용하는 승객은 열차 노선이 세관 국경에 있기 때문에 양국에서 세관 절차를 밟아야 한다. 독일 세관 직원은 발츠후트역에서, 스위스 세관 직원은 기차에서 검사를 받을 수 있다. 스위스인의 수표는 최초의 스위스 역인 코블렌츠역에서도 이루어질 수 있다. 스위스가 2008년 솅겐 지역에 합류하면서 체계적인 여권 통제가 폐지되었다.

## 운행편
역은 국경 역이며 독일과 스위스의 지역 운송 관세 구역에 있다.
2020년 12월 시간표 변경에 따라 발츠후트에서 다음 서비스가 정차한다.
- IRE : 바젤 바트 중앙역와 징엔(Hohentwiel) 간 매시간 운행 ; 다른 모든 열차는 징엔에서 울름 중앙역까지 계속된다.
- RB :
  - 바젤 바트 중앙역과 라우히링엔 사이의 시간별 서비스, 오후에 바젤까지의 추가 시간별 주중 서비스. 드물게 평일에 밀 서비스를 제공한다.
  - 바이첸까지 비정기적인 운행
  - 아르가우 S-반 S27 : 바덴까지 매시간 운행.
  - 취리히 S-반 S36 : 뷜라흐까지 매시간 운행.